# Arapajó
Los arapajó, arapahoe o pueblo del bisonte (pronunciación en inglés: /əˈræpəhoʊ/ o en francés: Gens-de-Vache pronunciado /ʒɑ̃  d(ə) vaʃ/) fue una tribu amerindia que vivió históricamente al este de las Grandes Llanuras de los actuales estados de Colorado y Wyoming de lo que hoy es parte de los Estados Unidos.
Fueron fuertes aliados de la tribu de los cheyenes y ligeramente alineados con los sioux.

## Etimología

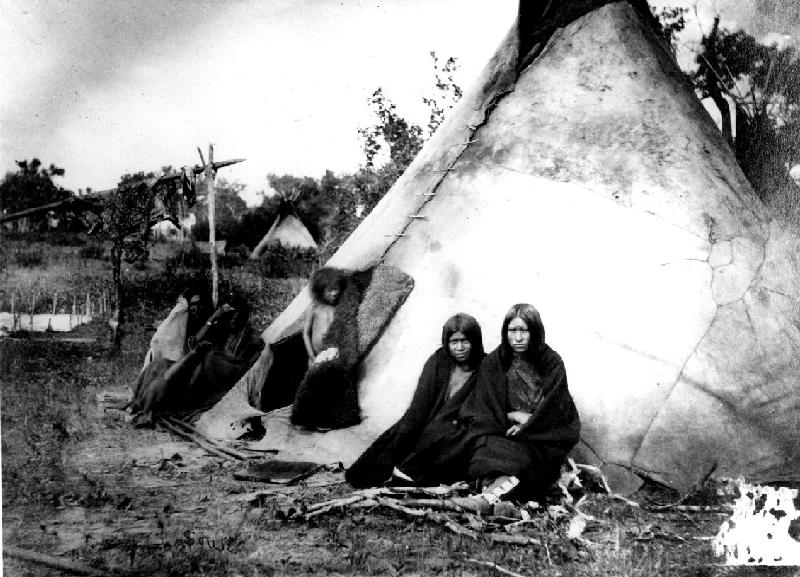
Campamento Arapaho, ca. 1870.

Su nombre viene del pawnee «tirapihu» («comerciantes»), o bien del crow «alappahó» («gente con muchos tatuajes», por la costumbre que tenían de grabarse círculos ceremoniales en la cara). Ellos se llamaban a sí mismos «inu-na ina» («nuestro pueblo»).

## Idioma
El idioma arapajó (idioma arapaho) es una lengua algonquina estrechamente ligado al idioma hablado por los gros ventre, con quienes los arapaho también compartían una larga afiliación cultural. La lengua cheyene, la lengua de los pies negros y las otras lenguas algonquinas de las Grandes Llanuras, eran bastante diferentes del arapaho.
El idioma se divide en tres dialectos o divisiones: el «basanwūnema», el «atsina» o de los gros ventre, que se convirtió en una tribu independiente, y el «na’’wathinahana».

## Historia
Los arapajó y los gros ventre eran una única gran tribu que vivía a lo largo del valle del río Rojo del Norte, en el norte de la actual Minnesota y en Canadá. A principios de los años 1700 la gran tribu se dividió en dos, formando los gros ventre (los «A'aninin»), que permanecieron en la región de Saskatchewan, y los arapaho, que fueron al sur.
No se ha encontrado ninguna evidencia directa histórica o arqueológica que sugiera cómo y cuándo entraron las tribus arapaho en la región de las Grandes Llanuras. Antes de trasladarse a las llanuras, seguramente la tribu amerindia de los arapaho vivió en Minnesota y Dakota del Norte. Antes de la expansión europea en la región, los arapaho vivieron en los actuales estados de Dakota del Sur, Nebraska, Colorado, Wyoming, y Kansas. Se albergaban en tipis que las mujeres hacían a partir de piel de bisonte.
En 1851, los arapahoes firmaron el Tratado del fuerte Laramie (1851), por el que acordaban vivir amistosamente con las tribus sioux, cheyene, crow, assiniboine, gros ventre y arikara. Alrededor de la década de 1850, los grupos arapaho se separaron en dos tribus: los arapaho del norte y los del sur. La Nación Arapaho del Norte ha vivido desde 1878 en la reserva de Wind River, en Wyoming, la tercera reserva más grande de los Estados Unidos. La tribu de los Arapaho del Sur vive con los cheyenes sureños en Oklahoma.
Durante noviembre de 1864, un pequeño pueblo de cheyenes y arapahos se convirtieron en víctimas de un controvertido ataque de la Unión Armada, la milicia del Territorio de Colorado, liderada por el Coronel John Chivington. Este ataque es conocido como la Masacre de Sand Creek.
En la actualidad, algunos arapahos se han involucrado en la industria del juego o los casinos. Unos pocos poseen casinos, como por ejemplo el Casino Arapaho en Wyoming.

## Forma de vida
Antes de ser mandados a las reservas, emigraban a menudo persiguiendo manadas de bisontes, de manera que tenían que diseñar sus tipis para que fuesen fácilmente transportables. Se dice que un campamento entero podía empaquetar sus casas y pertenencias y estar preparado para la partida en tan solo una hora. En verano la tribu se dividía en pequeños grupos cobijados en las faldas de las Montañas Rocosas, en el actual Colorado. A finales de primavera se trasladaban a las Grandes Llanuras en grandes grupos para cazar bisontes y preparándose para el invierno. A mediados de verano se trasladaban a las regiones de parques de Colorado para cazar a las manadas de las montañas, volviendo a las llanuras a finales de verano y principios de otoño para las ceremonias y cazas colectivas de bisontes preparándose para la estación invernal.
Al principio usaban perros para tirar de los travois (una especie de carros de arrastre sin ruedas). Cuando los europeos llegaron a Norteamérica, los arapaho conocieron los caballos europeos y se dieron cuenta de que podrían viajar más rápido y recorrer mayores distancias usando caballos en vez de perros. Asaltaron otras tribus indias, principalmente a los pawnee y los comanche, para obtener los caballos que necesitaban.
Más tarde, se convirtieron en grandes comerciantes y vendían frecuentemente pieles a otras tribus y a los no-indios.
Los niños solían pescar y cazar con sus padres como diversión. Aunque tenían más tareas que realizar que los actuales arapaho, aun así tenían tiempo para jugar. Jugaban a muchos juegos, incluyendo uno que se jugaba con un red en un aro y un palo, donde se intentaban acertar con el palo en el centro de la red; muy parecido al juego de los dardos.